# St. Annen (Göhlitzsch)

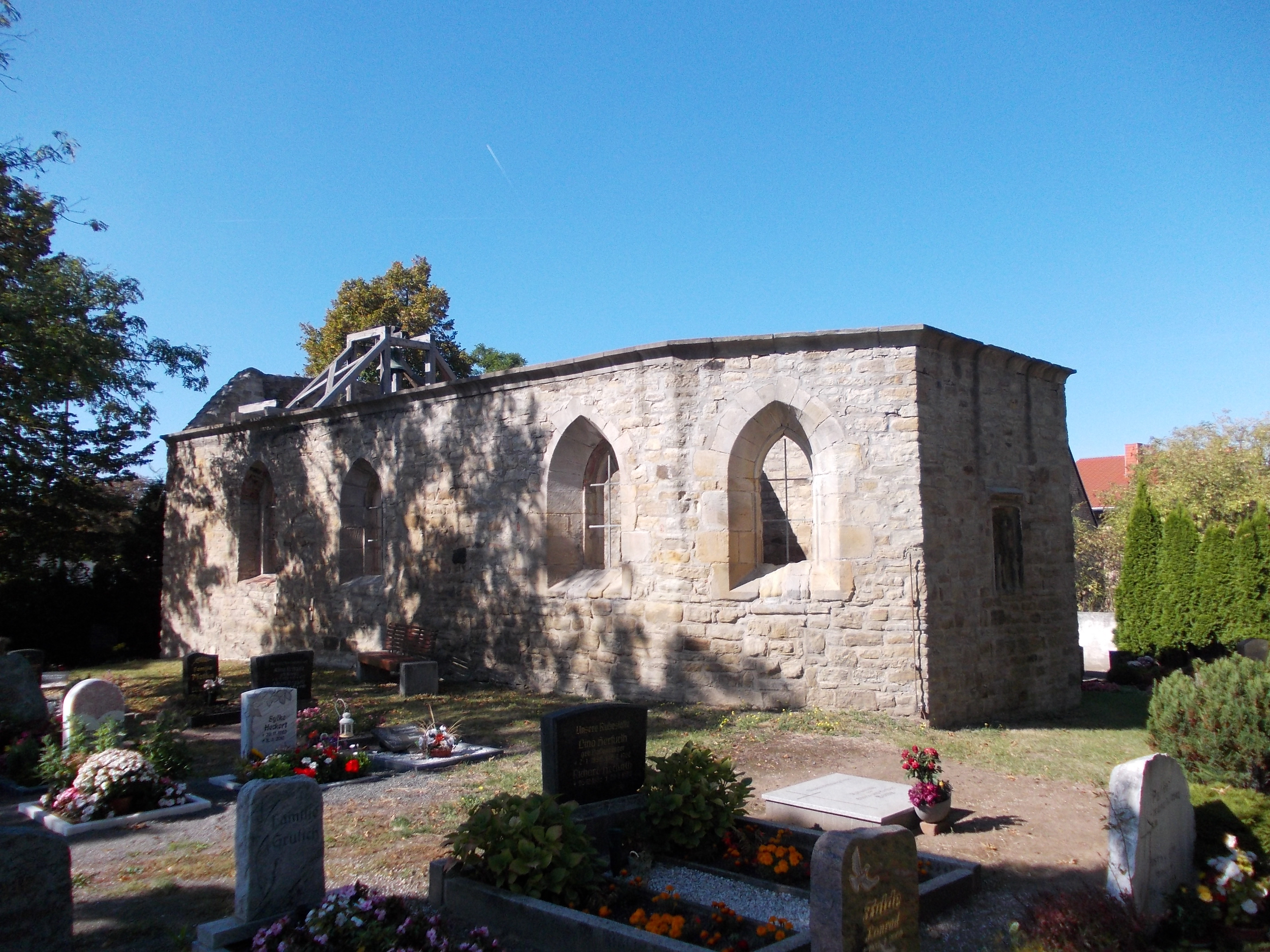
Die ehemalige Kirche St. Annen von Göhlitzsch

Die St. Annen ist eine denkmalgeschützte ehemalige Kirche im Stadtteil Göhlitzsch der Stadt Leuna in Sachsen-Anhalt. Im örtlichen Denkmalverzeichnis ist sie unter der Erfassungsnummer 094 20797 als Baudenkmal verzeichnet. Sie gehört zum Kirchspiel Leuna im Kirchenkreis Merseburg der Evangelischen Kirche in Mitteldeutschland.

## Allgemeines
Unter der Adresse Kreypauer Straße befindet sich die ehemalige Kirche St. Annen von Göhlitzsch. Sie war der heiligen Anna geweiht und ist eine von zwei Kirchenruinen in der Stadt Leuna. Das Gebäude weist einen gotischen Baustil auf.

## Geschichte
Die erste Kapelle soll unbewiesenen Behauptungen nach im Jahr 1099 hier erbaut worden sein. Dies wird jedoch angezweifelt, da die erste urkundliche Erwähnung des Ortes Göhlitzsch erst 150 Jahre später stattfand. Sehr viel wahrscheinlicher entstand sie im Jahr 1261. Das gotische Aussehen der Kirche entstand beim Umbau im Jahr 1492. Vermutlich stammt das Kreuzigungsrelief an der Außenseite auch aus dieser Zeit. Bis zur Vereinigung mit der Kirche von Rössen im Jahr 1531 war das Gotteshaus eine Pfarrkirche. Im 16. Jahrhundert wurde die Kirche mit dem Nordanbau mit dem Renaissanceportal und den Rundbogenfenstern erweitert. Später war sie Filialkirche von Leuna.
Im frühen 18. Jahrhundert baute man eine Orgel ein, im Jahr 1798 erfolgte die Renovierung. Während des Zweiten Weltkriegs wurde die Kirche beschädigt und bis 1951 wieder aufgebaut. Im Jahr 1967 wurde das Dach umgebaut, aber die Kirche bald darauf aufgegeben. Das Dach musste 1986 aufgrund des starken Verfalles abgenommen werden. Um das Jahr 2000 erfolgten Sicherungsmaßnahmen am Gebäude, wodurch die Kirche wieder für gelegentliche Gottesdienste und Konzerte unter freiem Himmel genutzt werden kann. Die Wände wurden mit Kinderbildern verziert.